# 27 de julho
27 de julho é o 208.º dia do ano no calendário gregoriano (209.º em anos bissextos). Faltam 157 dias para acabar o ano.

## Eventos históricos

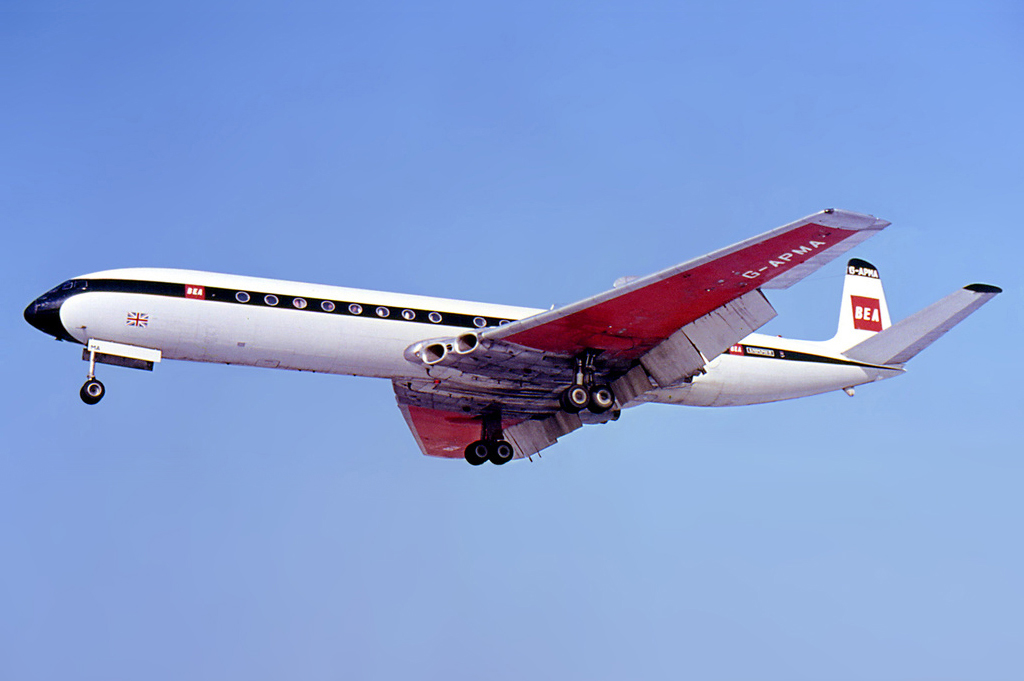
1949: Voo inicial do de Havilland Comet, o primeiro avião a jato

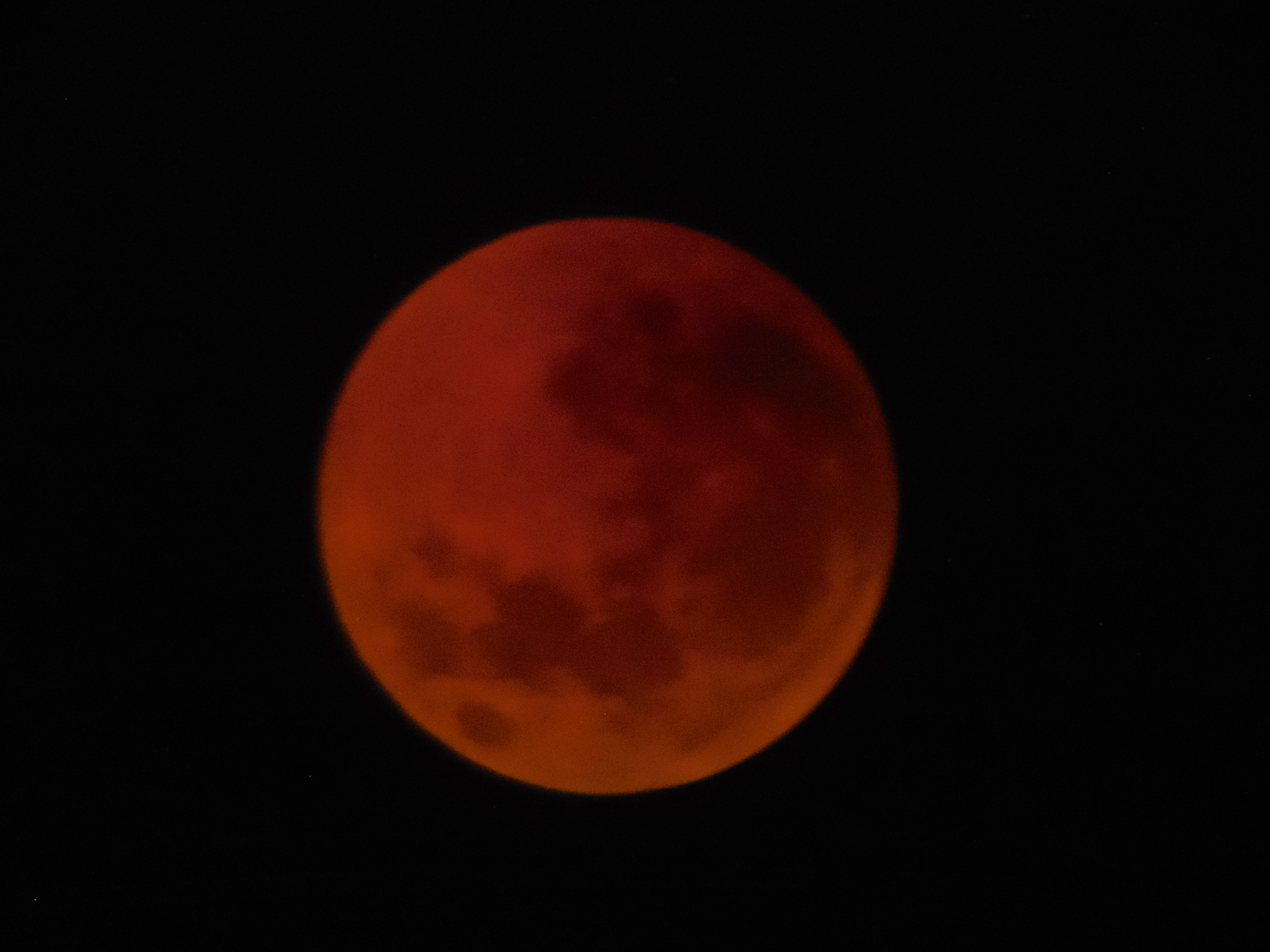
2018: Eclipse lunar total

- 1189 — Frederico Barbarossa chega a Niš, a capital do rei sérvio Estêvão Nemânia, durante a Terceira Cruzada.
- 1214 — Batalha de Bouvines: Filipe II da França derrota decisivamente os exércitos do Sacro Império, inglês e flamengo, efetivamente acabando com o Império Angevino de João da Inglaterra.
- 1299 — Segundo Edward Gibbon, Osmã I invade o território de Nicomédia pela primeira vez, geralmente considerado o dia da fundação do estado otomano.
- 1302 — Batalha de Bafeu: decisiva vitória otomana sobre os bizantinos abrindo a Bitínia para a conquista turca.
- 1549 — O navio do padre jesuíta Francisco Xavier chega ao Japão.
- 1663 — O Parlamento inglês aprova o segundo Ato de Navegação que exige que todos os bens destinados às colônias americanas sejam enviados em navios ingleses a partir de portos ingleses. Depois do Tratado de União de 1707, a Escócia seria incluída no Ato.
- 1689 — Revolução Gloriosa: a Batalha de Killiecrankie é uma vitória para os jacobitas.[1]
- 1714 — A Grande Guerra do Norte: a primeira vitória significativa da Marinha Russa na batalha naval de Gangut contra a Marinha sueca perto da Península de Hanko.[2]
- 1775 — Fundação do Departamento Médico do Exército Continental: O Segundo Congresso Continental aprova a legislação estabelecendo "um hospital para um exército composto por 20 000 homens".[3]
- 1778 — Revolução Americana: a Primeira Batalha de Ouessant entre frotas britânicas e francesas termina indecisiva e leva a conflitos políticos em ambos os países.
- 1794 — Revolução Francesa: Maximilien Robespierre é preso após encorajar a execução de mais de 17 000 "inimigos da Revolução".
- 1816 — Guerras Seminoles: a Batalha do Forte Negro termina quando uma bala de canhão da Marinha dos EUA explode o depósito de pólvora do forte, matando aproximadamente 275 pessoas.[4]
- 1857 — Rebelião Indiana: sessenta e oito homens resistem por oito dias contra uma força de 2 500 a 3 000 sipaios amotinados e 8 000 forças irregulares.
- 1866 – O primeiro cabo telegráfico transatlântico permanente é concluído com sucesso, estendendo-se da Ilha de Valentia, na Irlanda, até Heart's Content, na Terra Nova.
- 1880 — Segunda Guerra Anglo-Afegã: Batalha de Maiwand: as forças afegãs lideradas por Maomé Aiube Cã derrotam o exército britânico em uma batalha perto de Maiwand, no Afeganistão.
- 1890 — Vincent van Gogh dá um tiro em si mesmo e morre dois dias depois.
- 1900 — Kaiser Guilherme II faz um discurso comparando os alemães aos hunos;  anos depois, "Hun" seria um nome depreciativo para os alemães.
- 1917 — Primeira Guerra Mundial: os Aliados alcançam o canal Yser na Batalha de Passchendaele.
- 1921 — Pesquisadores da Universidade de Toronto, liderados pelo bioquímico Frederick Banting, provam que o hormônio insulina regula o açúcar no sangue.
- 1929 — A Convenção de Genebra de 1929, que trata do tratamento de prisioneiros de guerra, é assinada por 53 nações.
- 1942 — Segunda Guerra Mundial: as forças aliadas interrompem com sucesso o avanço final do Eixo no Egito.
- 1949 — Voo inicial do de Havilland Comet, o primeiro avião a jato.
- 1953 — A cessação das hostilidades é alcançada na Guerra da Coreia, quando os Estados Unidos, a China e a Coreia do Norte assinam um acordo de armistício. Syngman Rhee, presidente da Coreia do Sul, se recusa a assinar, mas se compromete a observar o armistício.
- 1955
  - O Tratado do Estado Austríaco restaura a soberania austríaca.
  - Voo El Al 402 é abatido por dois caças após entrar no espaço aéreo búlgaro. Todas as 58 pessoas a bordo morrem.
- 1964 — Guerra do Vietnã: mais cinco mil conselheiros militares americanos são enviados ao Vietnã do Sul, elevando o número total de forças dos Estados Unidos no Vietnã para 21 000.
- 1981 — Ao pousar no Aeroporto Internacional de Chihuahua, o voo Aeroméxico 230 sai da pista. 32 dos 66 passageiros e tripulantes a bordo do DC-9 morrem.
- 1989 — Ao tentar pousar no Aeroporto Internacional de Trípoli, na Líbia, o voo 803 da Korean Air cai pouco antes da pista. Setenta e cinco dos 199 passageiros e tripulantes e quatro pessoas em terra morrem.[5]
- 1990 — O Soviete Supremo da República Soviética da Bielorrússia declara a independência da Bielorrússia da União Soviética.
- 2002 — Desastre do show aéreo de Sknyliv: um caça Sukhoi Su-27 cai durante um show aéreo em Lviv, na Ucrânia, matando 77 pessoas e ferindo outras 500, tornando-se o desastre aéreo mais mortal da história.
- 2005 — Após um incidente durante a missão STS-114, a NASA adia todos os voos do ônibus espacial, na pendência de uma investigação do problema persistente com o derramamento de espuma de isolamento do tanque de combustível externo.
- 2018 — Ocorre o eclipse lunar total mais longo do século XXI.

## Nascimentos

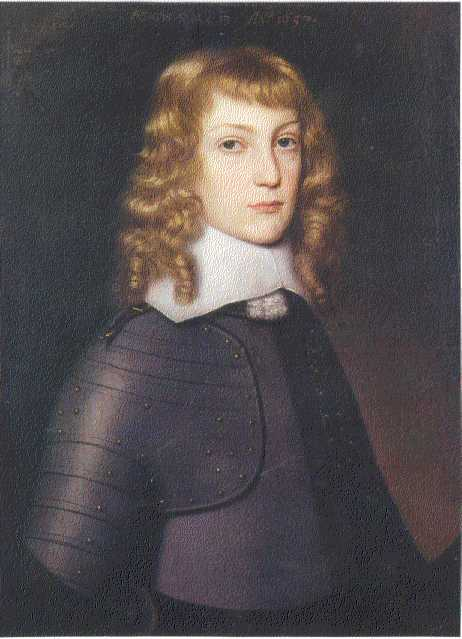
Cristiano Ernesto de Brandemburgo-Bayreuth

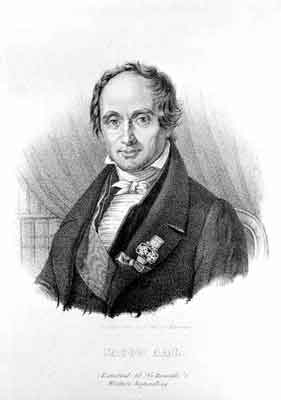
Jacob Aall

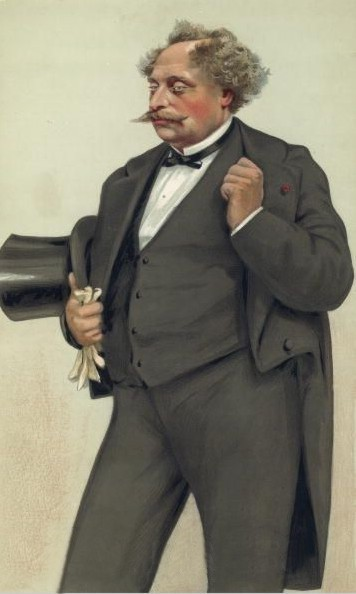
Alexandre Dumas

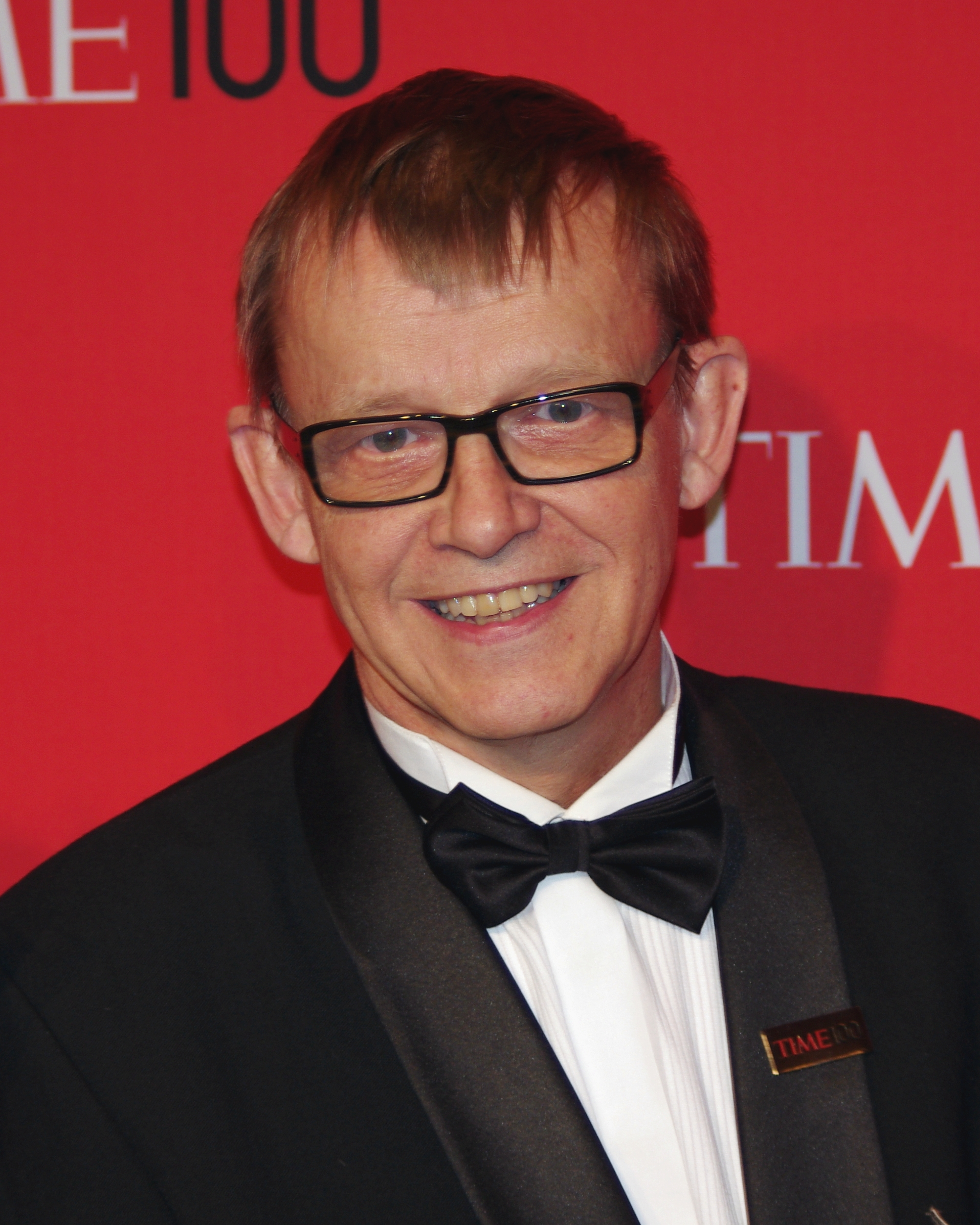
Hans Rosling

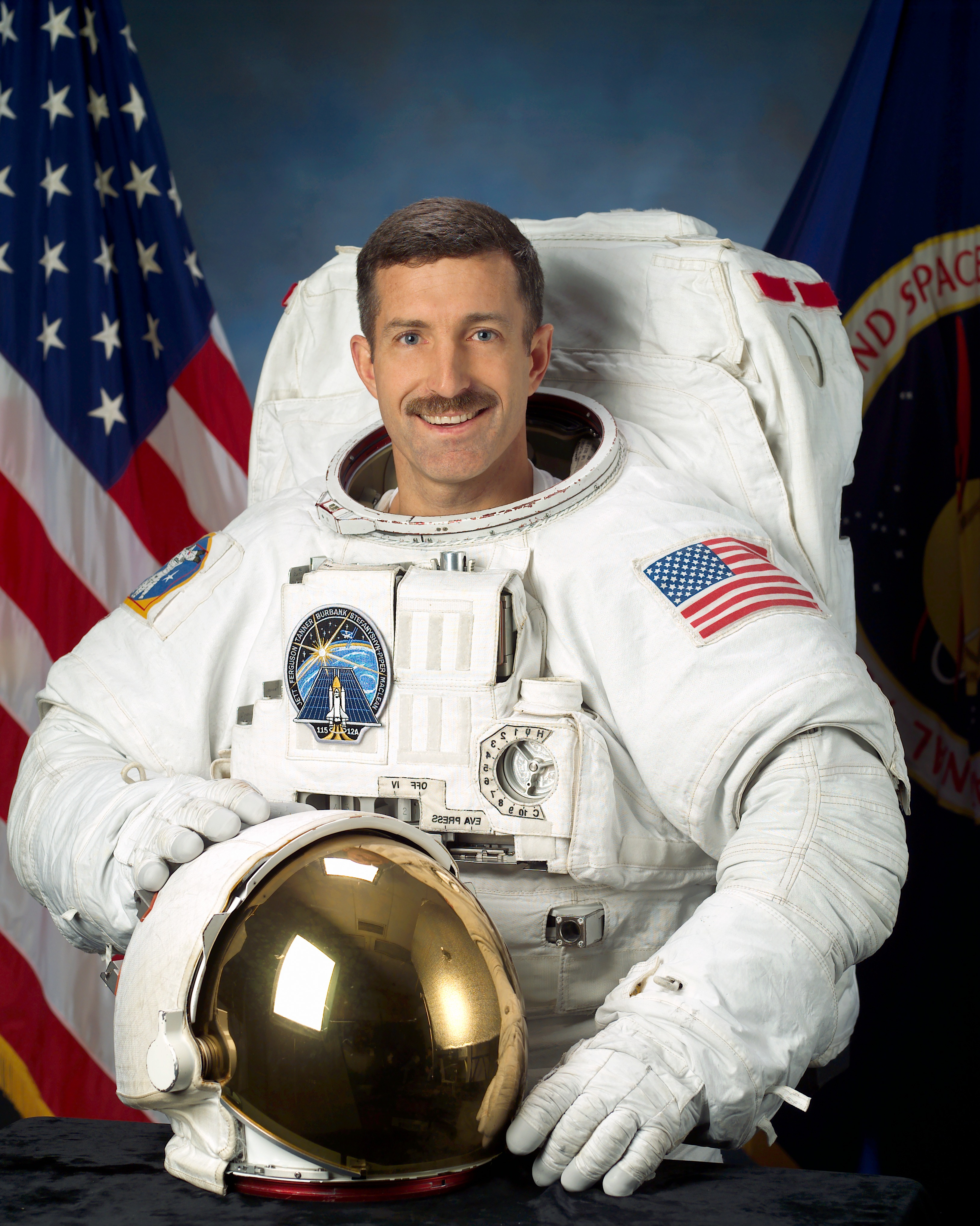
Daniel Burbank

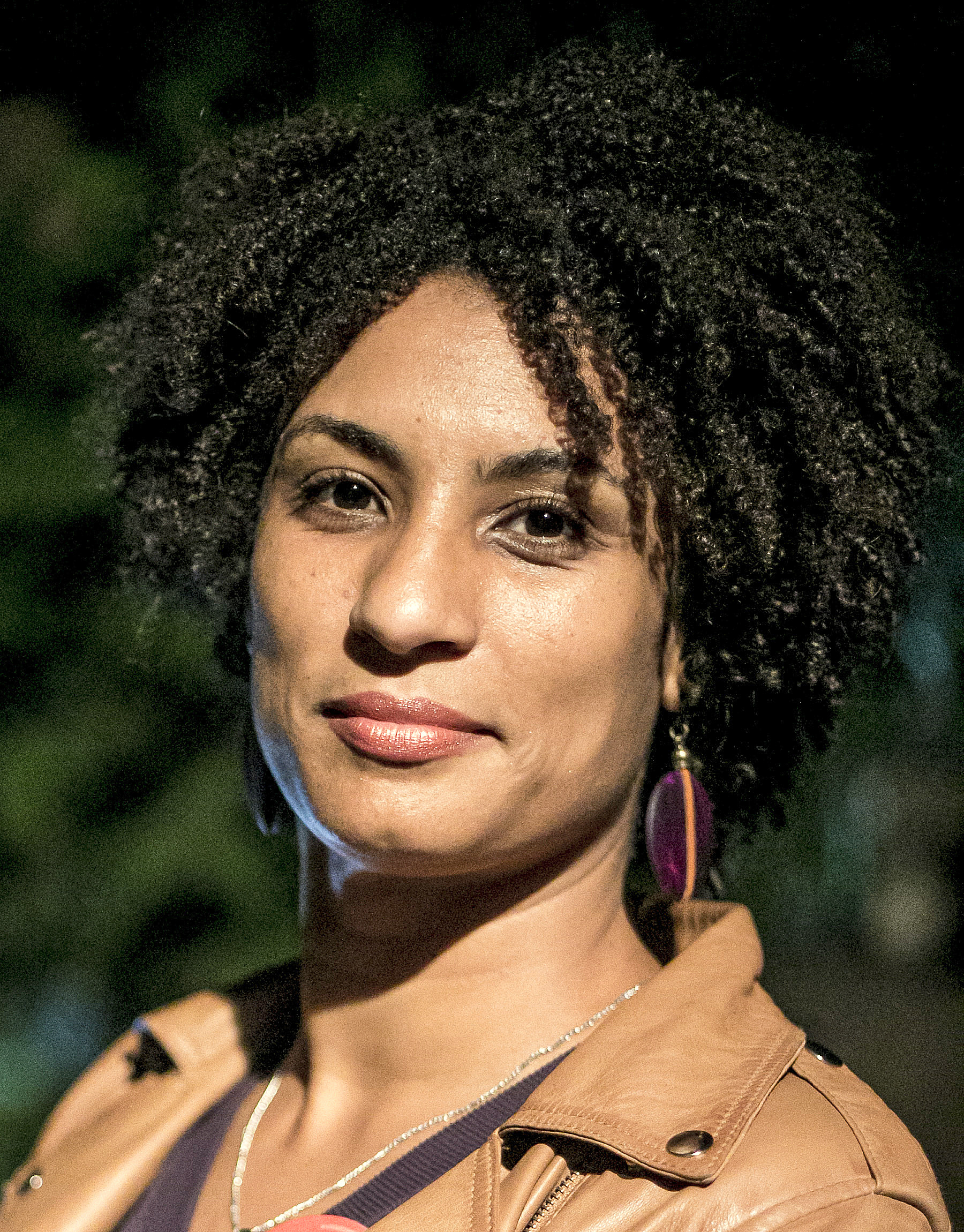
Marielle Franco

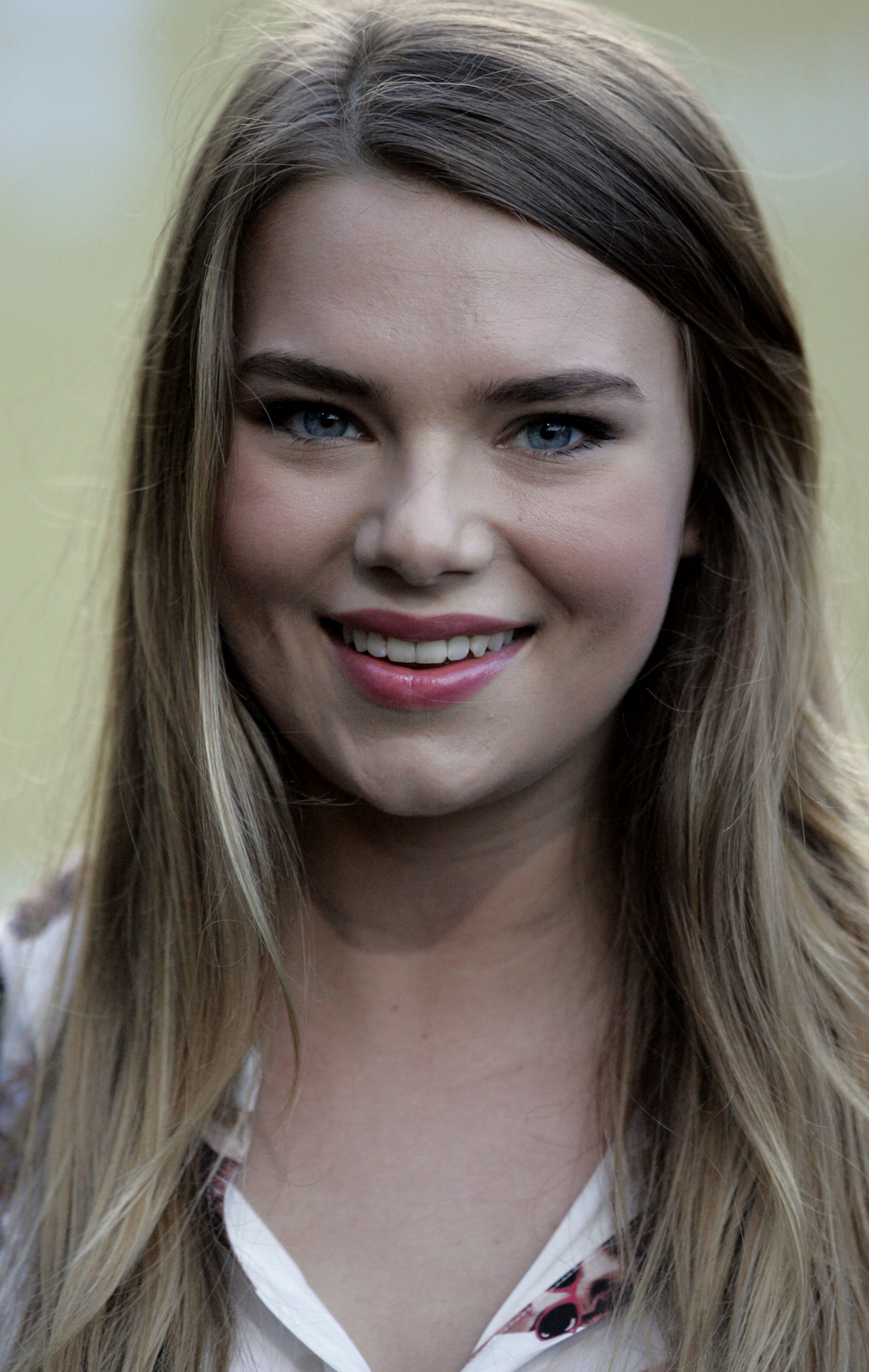
Indiana Evans

### Anteriores ao século XIX
- 1452 — Ludovico Sforza, duque de Milão (m. 1508).
- 1516 — Emília da Saxônia, marquesa consorte de Brandemburgo-Ansbach (m. 1591).
- 1644 — Cristiano Ernesto de Brandemburgo-Bayreuth (m. 1712).
- 1713 — Sofia Carlota de Brandemburgo-Bayreuth (m. 1747).
- 1752 — Ambroise Marie François Joseph Palisot de Beauvois, naturalista francês (m. 1820).
- 1762 — Lavinia Spencer, Condessa Spencer (m. 1831).
- 1765 — Frederica de Württemberg (m. 1785).
- 1773
  - Jacob Aall, escritor e político norueguês (m. 1844).
  - Luísa das Duas Sicílias (m. 1802).
- 1780 — Anastasio Bustamante, político mexicano (m. 1853).
- 1792 — Maria Quitéria, militar brasileira (m. 1853).

### Século XIX
- 1801 — George Biddell Airy, matemático e astrônomo britânico (m. 1892).
- 1824 — Alexandre Dumas Filho, escritor francês (m. 1895).
- 1834 — Miguel Grau Seminario, militar peruano (m. 1879).
- 1832 — Hesba Stretton, escritora britânica (m. 1911).
- 1848
  - Friedrich Ernst Dorn, físico alemão (m. 1916).
  - Loránd Eötvös, físico húngaro (m. 1919).
- 1851 — Guillermo Billinghurst, político peruano (m. 1915).
- 1854 — Takahashi Korekiyo, político japonês (m. 1936).
- 1858 — George Lyon, golfista canadense (m. 1938).
- 1862 — Miguel Lillo, naturalista argentino (m. 1931).
- 1870
  - Hilaire Belloc, escritor britânico (m. 1953).
  - Bertram Boltwood, químico estadunidense (m. 1927).
- 1871 — Ernst Zermelo, matemático e filósofo alemão (m. 1953).
- 1878 — Iwane Matsui, general japonês (m. 1948).
- 1881 — Hans Fischer, químico e médico alemão (m. 1945).
- 1882 — Geoffrey de Havilland, engenheiro e aviador britânico (m. 1965).
- 1886 — Ernst May, arquiteto alemão (m. 1970).
- 1888 — Óscar da Prússia (m. 1958).
- 1893 — Francisco Prada Carrera, bispo brasileiro (m. 1995).
- 1900 — Canuto, Príncipe Herdeiro da Dinamarca (m. 1976).

### Século XX

#### 1901–1950
- 1903 — Michail Stasinopoulos, político grego (m. 2002).
- 1904
  - Lyudmila Rudenko, enxadrista russa (m. 1986).
  - Oskar Lange, economista e diplomata polonês (m. 1965).
- 1906 — Herbert Jasper, médico estadunidense (m. 1999).
- 1907 — Ross Alexander, ator estadunidense (m. 1937).
- 1909 — Hilde Domin, escritora alemã (m. 2006).
- 1910
  - Julien Gracq, escritor francês (m. 2007).
  - Lupita Tovar, atriz mexicana (m. 2016).
- 1912 — Igor Markevitch, compositor e maestro ucraniano (m. 1983).
- 1916
  - Amha Selassie, imperador etíope (m. 1997).
  - Marcello Candia, filantropo e missionário ítalo-brasileiro (m. 1983).
- 1918 — Jacques Bertin, cartógrafo francês (m. 2010).
- 1919 — Jack Goody, antropólogo britânico (m. 2015).
- 1922
  - Adolfo Celi, encenador, ator e empresário italiano (m. 1986).
  - Norman Lear, roteirista estadunidense (m. 2023).
- 1923 — Masutatsu Oyama, carateca e escritor japonês (m. 1994).
- 1925 — Hélio Marques Pereira, jogador de basquete brasileiro (m. 1971).
- 1926 — Sadeq Khalkhali, clérigo e político iraniano (m. 2003).
- 1927
  - Laya Raki, atriz e dançarina alemã (m. 2018).
  - Heinz Wewers, futebolista e treinador de futebol alemão (m. 2008).
- 1928
  - Joseph Kittinger, aviador e paraquedista estadunidense (m. 2022).
  - Karl Mai, futebolista alemão (m. 1993).
- 1929
  - Jean Baudrillard, sociólogo e escritor francês (m. 2007).
  - Juan León Cañete, ex-futebolista paraguaio.
- 1930
  - Óscar Rossi, futebolista argentino (m. 2012).
  - Andy White, baterista britânico (m. 2015).
- 1931
  - Khieu Samphan, político cambojano.
  - Jerry Van Dyke, ator estadunidense (m. 2018).
- 1933 — Chris Lawrence, automobilista britânico (m. 2011).
- 1934 — Ajahn Sumedho, monge budista estadunidense.
- 1936
  - Dimitar Kostov, ex-futebolista búlgaro.
  - Rafael Palmero Ramos, bispo católico espanhol (m. 2021).
- 1937 — Don Galloway, ator estadunidense (m. 2009).
- 1938
  - Isabelle Aubret. cantora francesa.
  - Gary Gygax, escritor e designer de jogos estadunidense (m. 2008).
- 1939
  - Paulo Silvino, ator e humorista brasileiro (m. 2017).
  - William Eggleston, fotógrafo estadunidense.
  - Peppino di Capri, cantor, pianista e ator italiano.
- 1940 — Pina Bausch, bailarina e coreógrafa alemã (m. 2009).
- 1941 — Sérgio Roberto Correa, militante brasileiro (m. 1969).
- 1942
  - Dennis Ralston, tenista estadunidense (m. 2020).
  - Karl Link, ex-ciclista alemão.
- 1943 — Max Jean, ex-automobilista francês.
- 1944
  - Marcílio Moraes, autor de novelas e roteirista brasileiro.
  - Jon Ahlquist, biólogo molecular e ornitólogo norte-americano (m. 2020).
- 1945 — Bozhidar Grigorov, ex-futebolista búlgaro.
- 1946
  - Toktar Aubakirov, militar e ex-astronauta cazaque.
  - Rade Šerbedžija, ator croata.
- 1947
  - Bemvindo Sequeira, ator, diretor e ativista político brasileiro.
  - Giora Spiegel, ex-futebolista israelense.
- 1948
  - Peggy Fleming, ex-patinadora artística estadunidense.
  - Hans Rosling, médico, estatístico e orador público sueco (m. 2017).
  - Betty Thomas, atriz e diretora de cinema norte-americana.
- 1949 — Maury Chaykin, ator estadunidense (m. 2010).

#### 1951–2000
- 1951 — Bernardo Atxaga, escritor espanhol.
- 1953
  - Damário Dacruz, poeta, jornalista e fotógrafo brasileiro (m. 2010).
  - Béla Katzirz, ex-futebolista húngaro.
- 1954 — Philippe Alliot, ex-automobilista francês.
- 1956
  - Joe Romersa, multi-instrumentista estadunidense.
  - Garry Birtles, ex-futebolista britânico.
- 1957
  - Hansi Müller, ex-futebolista alemão.
  - James Ray, basquetebolista estadunidense (m. 2023).
  - Gérald Cyprien Lacroix, arcebispo canadense.
- 1958
  - Christopher Dean, ex-patinador artístico britânico.
  - Bárbara Rudnik, atriz alemã (m. 2009).
- 1959
  - Magdi Abdelghani, ex-futebolista egípcio.
  - Tchiss Lopes, cantor, músico e compositor cabo-verdiano.
- 1960
  - Jo Durie, ex-tenista britãnica.
  - Peter Foster, ex-canoísta australiano.
- 1961 — Daniel Burbank, astronauta estadunidense.
- 1963
  - Mauro Menezes, ex-tenista brasileiro.
  - Donnie Yen, ator, artista marcial, diretor e produtor de cinema chinês.
- 1964 — Rex Brown, baixista estadunidense.
- 1965
  - Jandir Ferrari, ator brasileiro.
  - José Luis Chilavert, ex-futebolista paraguaio.
  - Trifon Ivanov, futebolista búlgaro (m. 2016).
- 1966 — Leon Dai, ator e cineasta taiwanês.
- 1967
  - Edinho Baiano, ex-futebolista brasileiro.
  - Juliana Hatfield, cantora, compositora e musicista estadunidense.
  - Sasha Mitchell, ator estadunidense.
- 1968
  - Maria Grazia Cucinotta, atriz italiana.
  - Cliff Curtis, ator neozelandês.
  - Ricardo Rosset, ex-automobilista brasileiro.
  - Samuel Matete, ex-atleta zambiano.
  - Jorge Salinas, ator mexicano.
  - Julian McMahon, ator e modelo australiano (m. 2025).
- 1969
  - Dacian Cioloș, político romeno.
  - Triple H, pro-wrestler estadunidense.
- 1970 — Nikolaj Coster-Waldau, ator dinamarquês.
- 1971 — Eric Martsolf, ator e apresentador de televisão norte-americano.
- 1972
  - Elisângela Adriano, ex-atleta brasileira.
  - Maya Rudolph, atriz e cantora estadunidense.
  - Clint Robinson, canoísta australiano.
- 1973
  - David Oteo, ex-futebolista mexicano.
  - Cassandra Clare, escritora estadunidense.
- 1974 — Damian Silvera, futebolista norte-americano (m. 2010).
- 1975
  - Alex Rodriguez, ex-jogador de beisebol estadunidense.
  - Ara Abrahamian, ex-lutador armênio.
  - Alessandro Pistone, ex-futebolista italiano.
- 1976
  - Fernando Ricksen, futebolista neerlandês (m. 2019).
  - Tatsu Carvalho, ator brasileiro.
- 1977
  - Jonathan Rhys Meyers, ator e cantor irlandês.
  - Cássio Reis, ator e apresentador de televisão brasileiro.
  - Reda Kateb, ator francês.
  - Dina Kochetkova, ex-ginasta russa.
  - Pedro Fernández, ex-futebolista venezuelano.
  - Massimo Margiotta, ex-futebolista venezuelano.
- 1978 — Rouhollah Zam, jornalista e ativista político iraniano (m. 2020).
- 1979
  - Sidney Govou, ex-futebolista francês.
  - Marielle Franco, política, ativista e socióloga brasileira (m. 2018).
  - Shannon Moore, wrestler estadunidense.
- 1980
  - Allan Davis, ex-ciclista australiano.
  - Dolph Ziggler, pro-wrestler estadunidense.
  - Johnny Woodly, ex-futebolista costarriquenho.
- 1981
  - Theo Janssen, ex-futebolista e treinador de futebol neerlandês.
  - Paulo Vilela, ator brasileiro.
  - Carol Gattaz, jogadora de vôlei brasileira.
  - Li Xiaopeng, ex-ginasta chinês.
- 1982
  - Gévrise Émane, judoca francesa.
  - Joacine Katar Moreira, historiadora, ativista e política luso-guineense.
- 1983
  - Andréia Horta, atriz brasileira.
  - Lorik Cana, ex-futebolista albanês.
  - Goran Pandev, ex-futebolista macedônio.
  - Choi Yeo-jin, atriz sul-coreana.
  - Lauren Murphy, lutadora estadunidense de artes marciais mistas.
  - Zé Soares, ex-futebolista brasileiro.
- 1984
  - Mariano Barbosa, ex-futebolista argentino.
  - Taylor Schilling, atriz estadunidense.
  - Daniel Straus, lutador estadunidense de artes marciais mistas.
- 1985
  - Babanco, ex-futebolista cabo-verdiano.
  - Young Dolph, rapper norte-americano (m. 2021).
- 1986
  - Courtney Kupets, ginasta estadunidense.
  - Edílson, futebolista brasileiro.
  - Jessica Eye, lutadora estadunidense de artes marciais mistas.
  - Maria Joana, atriz brasileira.
- 1987 — Marek Hamšík, ex-futebolista eslovaco.
- 1988
  - Naif Hazazi, futebolista saudita.
  - Schillonie Calvert, velocista jamaicana.
  - Tamla Kari, atriz britânica.
- 1989
  - Chiquinho, futebolista brasileiro.
  - Henrik Dalsgaard, futebolista dinamarquês.
- 1990
  - Cheyenne Kimball, cantora estadunidense.
  - Dani Aquino, futebolista espanhol.
  - Indiana Evans, atriz, modelo e cantora australiana.
  - Sokol Cikalleshi, futebolista albanês.
  - Paolo Hurtado, futebolista peruano.
- 1992
  - Ramón Arias, futebolista uruguaio.
  - Naïm Sliti, futebolista tunisiano.
- 1993
  - Jordan Spieth, golfista estadunidense.
  - Yoreli Rincón, futebolista colombiana.
- 1994
  - Winnie Harlow, modelo e ativista estadunidense.
  - Anajú Dorigon, atriz brasileira.
  - Lukas Spalvis, ex-futebolista lituano.
  - Yamil Asad, futebolista argentino.
  - Patricia Maria Țig, tenista romena.
  - Boyan Slat, inventor, ambientalista e empresário neerlandês.
- 1995
  - Cees Bol, ciclista neerlandês.
  - Viktor Poletaev, jogador de vôlei russo.
- 1996 — Ashlyn Sanchez, atriz estadunidense.
- 1997
  - PK, cantor e compositor brasileiro.
  - Michele Di Gregorio, futebolista italiano.
- 1998 — Rune Herregodts, ciclista belga.
- 2000 — Alexandria Perkins, nadadora australiana.

### Século XXI
- 2001
  - Miguel Gutiérrez, futebolista espanhol.
  - Killian Hayes, jogador de basquete norte-americano.
- 2003 — Louis Foster, automobilista britânico.
- 2004 — Cher Ndour, futebolista italiano.
- 2007 — Alyvia Alyn Lind, atriz norte-americana.

## Mortes

### Anteriores ao século XIX
- 0432 — Papa Celestino I (n. 380).
- 1276 — Jaime I de Aragão (n. 1208).
- 1365 — Rodolfo IV da Áustria (n. 1339).
- 1582 — Filippo Strozzi, nobre florentino e comandante militar (n. 1541).

### Século XIX
- 1841 — Mikhail Lérmontov, poeta e romancista russo (n. 1814).
- 1844 — John Dalton, químico, meteorologista e físico britânico (n. 1814).

### Século XX
- 1946 — Gertrude Stein, escritora norte-americana (n. 1874).
- 1953 — Félix Araújo, poeta e político brasileiro (n. 1922).
- 1970 — António de Oliveira Salazar, político português (n. 1889).
- 1972 — Gregori Warchavchik, arquiteto russo (n. 1896).
- 1980 — Mohammad Reza Pahlavi, xá da Pérsia (n. 1919).
- 1981 — William Wyler, cineasta norte-americano (n. 1902).
- 1985 — Smoky Joe Wood, beisebolista estadunidense (n. 1889).
- 1989 — Ross Warren, jornalista australiano (n. 1964).
- 1991 — Pierre Brunet, patinador artístico francês (n. 1902).
- 1996 — Luiz Maçãs, ator brasileiro (n. 1963).

### Século XXI
- 2001 — Fernanda Vogel, modelo brasileira (n. 1980).
- 2003 — Noronha, futebolista brasileiro (n. 1918).
- 2008 — Carl Aschan, oficial de inteligência e de espionagem britânico (n. 1906).
- 2009
  - Edite Soeiro, jornalista portuguesa (n. 1934).
  - Domingos Lam Ka-tseung, sacerdote católico chinês (n. 1928).
  - Carlos Nobre, cantor e compositor brasileiro (n. 1934).
- 2011 — Helena Greco, política e ativista brasileira (n. 1916).
- 2021 — Orlando Drummond, ator, comediante e dublador brasileiro (n. 1919).
- 2024 — Edna O'Brien, romancista irlandesa (n. 1930).

## Feriados e eventos cíclicos

### Internacional
- Dia Mundial de Combate ao Câncer de Cabeça e Pescoço
- Dia da Vitória na Grande Guerra de Libertação da Pátria – Coreia do Norte

### Brasil
- Dia do Despachante.
- Dia do Motociclista.
- Dia da Prevenção de Acidentes de Trabalho.
- Dia do Pediatra.
- Aniversário das cidades de Agudos, Jardinópolis e São José dos Campos - São Paulo.
- Aniversário das cidades de Santos Dumont e Abre Campo - Minas Gerais.
- Aniversário das cidades de Ubaitaba, Retirolândia, Santa Brígida e Salinas da Margarida - Bahia.
- Aniversário das cidades de São José do Cedro, Campo Erê e Rio das Antas - Santa Catarina.

### Cristianismo
- Liliosa de Córdova
- Natália de Córdova
- Nossa Senhora de Itaúna
- Pantaleão de Nicomédia
- Papa Celestino I
- Sete adormecidos de Éfeso
- Titus Brandsma

## Outros calendários
- No calendário romano era o 6.º dia (VI) antes das calendas de agosto.
- No calendário litúrgico tem a letra dominical E para o dia da semana.
- No calendário gregoriano a epacta do dia é *.